# Crichton (Écosse)
Pour les articles homonymes, voir Crichton.
Crichton est un petit village et une paroisse civile à dans le comté de Midlothian, en Écosse.

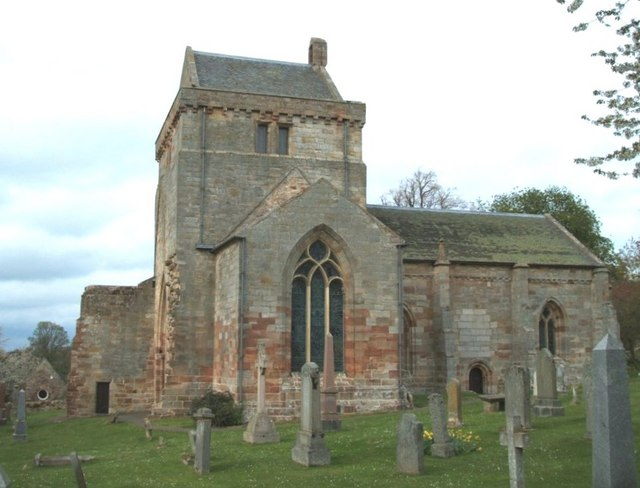
Église collégiale de Crichton, Crichton, Midlothian

Le deuxième élément du nom est clairement du vieux mot anglais tūn « ferme, établissement ». Le premier élément est moins certain, cependant, et pourrait être du gaélique crioch "border" ou du Cambrien craig "rock".
À l'ouest du village se trouve l'église paroissiale du XVe siècle, anciennement une église collégiale, établie par William Crichton, 1er lord Crichton, lord chancelier d'Écosse de 1439 à 1453. Au sud de l'église se trouve le château de Crichton, commencé à la fin du XIVe siècle par le père de William, John de Crichton, mettant en vedette une belle façade de cour italienne du XVIe sièclee siècle.
La paroisse civile compte 1 223 habitants en 2011